# Корнеев, Василий Климович
Василий Климович Корнеев (1911—1945) — советский офицер-танкист, Герой Советского Союза (1945, посмертно).
Отличился в январе 1945 года в боях по уничтожению окружённой группировки немецких войск в районе города Познань (ныне Польша). Танковая рота 34-го гвардейского отдельного тяжёлого танкового полка гвардии капитана В. К. Корнеева прорвала оборону противника, вышла ему глубоко в тыл, но сама оказалась в окружении. Трое суток экипаж отбивал атаки, погиб 27 января 1945 года на третьи сутки боя.

## Биография
Родился 5 января 1911 года в деревне Синегубово ныне Плавского района Тульской области в крестьянской семье. Русский. Образование неполное среднее. Работал на заводе, затем председателем райисполкома в Витебской области.
С 1933 по 1935 год проходил срочную службу в РККА. В 1938 году окончил курсы младших лейтенантов.
С началом Великой Отечественной войны в июне 1941 года вновь призван в армию. Член ВКП(б) с 1941 года. С марта 1942 года в действующей армии. Сражался на Южном, Юго-Западном, снова Южном, Западном и 1-м Белорусском фронтах. Был дважды ранен.
В 1943 году окончил Высшую офицерскую бронетанковую школу.
Командир танковой роты 34-го гвардейского отдельного тяжёлого танкового полка (8-я гвардейская армия, 1-й Белорусский фронт) гвардии капитан В. К. Корнеев отличился во время Варшавско-Познанской наступательной операции в боях по освобождению города Познань (ныне Польша). В боях по уничтожению окружённой группировки немецких войск в районе города-крепости Познань его танковая рота прорвала оборону противника, вышла ему глубоко в тыл, но сама оказалась в окружении. На западной окраине деревни Шверзенц (ныне город Сважендз, Великопольское воеводство, Познанский повят, Польша) танк В. К. Корнеева был подбит. Трое суток экипаж отбивал атаки, ведя огонь до последнего снаряда. Затем отстреливались из снятого с танка пулемёта. Погиб 27 января 1945 года в этом бою.
Указом Президиума Верховного Совета СССР от 24 марта 1945 года «за образцовое выполнение заданий командования, проявленные мужество и героизм в боях с немецко-фашистскими захватчиками» Корнееву Василию Климовичу присвоено звание Героя Советского Союза (посмертно).
Похоронен в деревне Шверзенц (Сважендз).

## Награды и звания
- Герой Советского Союза (24 марта 1945, посмертно);
- орден Ленина (24 марта 1945, посмертно);
- орден Красного Знамени (14 августа 1944);
- орден Красной Звезды (16 января 1943).

## Семья
Жена — Полина Понтелеевна, проживала в городе Полтава.

## Память
Имя В. К. Корнеева увековечено на стене Героев перед стелой на мемориале «Курган Славы» в городе Плавск Тульской области.